# Britny Fox
Britny Fox ist eine US-amerikanische Hard-Rock-Band aus Philadelphia, die ihre größten Erfolge in den 1980er Jahren feierte. Ihr selbstbetiteltes Debütalbum erreichte nicht zuletzt aufgrund der Singles Girlschool und Long Way to Love Goldstatus in den USA.

## Geschichte

### 1985–1987: Die frühen Jahre
Britny Fox entstehen im Sommer 1985 in Philadelphia, wo Sänger "Dizzy" Dean Davidson auf die beiden ehemaligen Cinderella-Musiker Michael Kelly Smith (Gitarre, eigentlich Michael Schermick) und Schlagzeuger Tony Destra trifft. Bassist Billy Childs (bürgerlich Bill Degley) komplettiert das Line-up. Die Band spielt von Beginn an in Clubs und Bars an der amerikanischen Ostküste und veröffentlicht Anfang 1987 auf dem Wolfe Label von Manager Brian Kushner ein nur auf Kassette erscheinendes Demoalbum namens In America. Die Anhängerschaft der Gruppe wächst stetig und als Columbia Records auf das Demo aufmerksam wird, nehmen sie die Band unter Vertrag.
Noch bevor das Debütalbum erscheint, erleidet die Band jedoch einen herben Rückschlag. Am 8. Februar 1987 kommt Schlagzeuger Tony Destra nach einem Auftritt bei einem Autounfall in Pennsylvania ums Leben. Kurzzeitig wird seine Lücke durch Tangier-Drummer Adam West ausgefüllt, bevor sie in Johnny "Dee" DiTeodoro von World War III und Waysted einen neuen Schlagzeuger finden.

### 1988–1993: Die Erfolge
Die Band setzt von Anfang an auf ein starkes Image und tritt als königliche Renaissancerocker mit einem zu der Zeit angesagten Glam-Anstrich auf. Das selbstbetitelte Debütalbum erscheint 1988 und wird praktisch aus dem Stand zum Erfolg, nicht zuletzt auch, weil Britny Fox die Möglichkeit bekommen, Poison als Vorgruppe auf ihrer US-Tournee zu begleiten. Die Videos zu den Singles Girlschool und Long Way To Love werden von MTV in die Rotation genommen und so erreicht das Debütalbum bereits Ende des Jahres Goldstatus. Neujahr verbringt die Band in Japan, wo sie zusammen mit Bon Jovi auftreten und Anfang 1989 sind sie erneut in den USA auf Tour, in einem Dreierpackage mit Ratt als Headliner und Kix als Vorgruppe. Im Metal Edge Magazine werden sie unterdessen von den Lesern zur Best New Band 1988 gewählt. Anschließend tourt die Gruppe als Vorband von Great White erneut durch Amerika und kann so schließlich auf 130 Konzerte vor über einer halben Million Menschen, Platz 39 der amerikanischen Billboard Charts und eine Million verkaufter Alben blicken.
Im Herbst 1989 erscheint mit Boys in Heat bereits das zweite Album, mit dem die Band ihr Renaissance Image ablegt. Im Dezember sind Britny Fox erstmals in Europa zu sehen, als Support von Alice Cooper und Great White, bevor sie ihre erste Headlining Clubtour durch die Staaten absolvieren. Das Album erreicht in den USA jedoch nur Platz 79 und verkauft sich nicht mehr ganz so gut wie der Vorgänger. Im April 1990 berichtet die Musikpresse über eine Schlägerei zwischen Sänger Dean Davidson und Gitarrist Michael Kelly Smith in einem Hotelkorridor nach einem Bandmeeting. Davidson verlässt daraufhin die Band und gründet Blackeyed Susan, während sich Britny Fox auf die Suche nach einem neuen Sänger machen. Als erster Kandidat taucht der The Scream- und spätere Mötley-Crüe-Sänger John Corabi auf. Er lehnt das Angebot der Band jedoch ab. Ende 1990 finden sie schließlich in Tommy Paris einen neuen Sänger und machen sich an die Arbeiten zum dritten Album.
Das von John Purdell und Duane Baron produzierte dritte Album Bite Down Hard erscheint 1991, kann aber nicht an den Erfolg der beiden Vorgänger anknüpfen. Nach einer US-Clubtour als Headliner geht die Band getrennte Wege.

### 1993–1999: Neue Wege
Billy Childs tritt unterdessen LeCompt, der Band des ehemaligen Tangier-Sängers Michael LeCompt bei, mit der er tourt und im Studio tätig ist. Als Drummer ist auch Johnny Dee Teil des Live-Line-ups der Band. Dee tourt ebenfalls als Schlagzeuger für Doro und ist auf den beiden Alben Live (1994) und Machine II Machine (1995) zu hören. Eine weitere Band in der sich Dee in dieser Zeit betätigt, hört auf den Namen Uncle Edna, deren Sänger Tommy Paris ist.
Michael Kelly Smith gründet Area 51 und tritt als Produzent von Gunshy in Aktion, bevor er mit Razamanaz eine neue Formation an den Start bringt. Originalsänger Dean Davidson erscheint Ende der 90er Jahre als Jarod Dean wieder auf der Bildfläche. Die Nachricht eines Britny Fox Livealbums mit Paris am Gesang macht im Jahr 1996 die Runde, erscheint jedoch nie. Schließlich gibt die Band im Jahr 1999 die Reunion bekannt.

### 2000 bis heute: Comeback
Der Ankündigung folgen sechs Konzerte an der amerikanischen Ostküste im Jahr 2000, die die Band für ein Livealbum mitschneidet. Long Way to Live erscheint im Februar 2001 und beinhaltet in der japanischen Version zwei zusätzliche Coverversionen der Songs Gudbuy T'Jane von Slade und Hair of the Dog von Nazareth. Im April 2001 touren Britny Fox mit Doro durch die Staaten mit Johnny Dee hinter den Drums beider Bands. Weitere Konzerte im Rahmen der Voices of Metal Tour folgen im selben Jahr zusammen mit Mötley-Crüe-Sänger Vince Neil, Slaughter und Stephen Pearcy’s Ratt.
Seit 2001 erscheinen auf dem bandeigenen Label immer wieder Fan Club CDs mit unveröffentlichten Songs, Livemitschnitten und Demoaufnahmen. So zum Beispiel ein Livekonzert aus dem Jahr 2001 mit dem Titel Live At Froggy's oder die Demozusammenstellung The Bite Down Hard Demo Sessions. Nach den Touraktivitäten 2001 beginnt die Band mit dem Songwriting für das vierte Album. Aufgrund rechtlicher Hindernisse können Britny Fox aber vorerst nicht ins Studio. Als die Band einen neuen Plattenvertrag mit Spitfire Records abschließt, steht einer Veröffentlichung nichts mehr im Wege. Springhead Motorshark erscheint im Juli 2003.

## Bandname
Die Band erklärt den Namen Britny Fox als eine Abwandlung des Frauennamens Brittany Foxx. Sie soll ursprünglich aus Wales stammen und ein Ahne von Originalsänger Dean Davidson gewesen sein.

## Trivia
- Die Band widmete das Debütalbum dem verstorbenen Schlagzeuger Tony Destra.
- Die Produzenten von Boys in Heat, John Purdell und Duane Baron, arbeiteten vor diesem Album bereits zusammen an No More Tears von Ozzy Osbourne. Ozzys Gitarrist Zakk Wylde spielt das Solo auf der Eröffnungsnummer Six Guns Loaded. Ebenfalls als Gastmusiker ist Poison-Drummer Rikki Rockett auf dem Album zu hören.
- MCA Records veröffentlichte 1991 den bis dato unveröffentlichten Song Turn On auf der Kompilation Nintendo White Knuckle Scorin’.
- Das dritte Studioalbum Bite Down Hard sollte ursprünglich den Titel More Than Your Mouth Can Hold tragen.

## Diskografie

### Studioalben
- 1988: Britny Fox
- 1989: Boys in Heat
- 1991: Bite Down Hard
- 2003: Springhead Motorshark

### Livealben und Kompilationen
- 2001: Long Way to Live (Live)
- 2001: The Best of (Kompilation)
- 2001: Live at Froggy’s (Live)
- 2002: The Bite Down Hard Demo Sessions (Demo-Kompilation)
- 2002: Gudbuy T’Dean (Offizieller Bootleg)

### Demos, Singles und EPs
- 1987: In America (Demo)
- 1988: Livin’ on the Edge
- 1988: Save the Weak
- 1988: Girlschool
- 1988: Long Way to Love
- 1989: Standing in the Shadows
- 1991: Six Guns Loaded

### Videoalben
- 1989: Year of the Fox (VHS)